# Thyreus gambiensis
Thyreus gambiensis là một loài Hymenoptera trong họ Apidae. Loài này được Cockerell & Mackie mô tả khoa học năm 1933.